# ポヴェーリア
ポヴェーリア（イタリア語: Poveglia）は、イタリア・ヴェネツィアの潟にある島。ヴェネツィア本島の南、リード島の内側にある。面積は17エーカー（0.07平方キロメートル）。ポヴェーリアは、水路によって2つの部分に分けられる。

## 歴史
421年、パドヴァとエステの人々が、蛮族の侵略を逃れてこの島に逃れてきたという年代記の記録がある。
9世紀から島はヴェネツィア共和国のもとで順調に発展し、人口も増え、独自のポデスタ (Podestà (Italian official)) （首長）を持つようになった。ジェノヴァ共和国艦隊の攻撃を受けたヴェネツィア共和国（キオッジャ戦争を参照）は、1379年に島に要塞 (it:Ottagono Poveglia) を築き、ポヴェーリアの住民をジュデッカに移住させた。
島はその後、無人島となった。1527年、ヴェネツィアのドージェ（元首）は、カマルドリ修道院 (Camaldolese) に島を提供したが断られている。
1776年、島はヴェネツィア共和国の Magistrato alla Sanità（公衆衛生局）の管轄となり、船でヴェネツィアに出入りするすべての商品や人々のチェックポイントとなった。1793年、2隻の船に数名のペスト患者がいたことから、島は一時的に隔離収容施設（検疫所、ラッツァレット (it:Lazzaretto) ）として使われた。ナポレオン統治下の1805年には、軍の病院として使われた。ナポレオンの時代には、島にあったサン・ヴィターレ教会が取り壊され、鐘楼は灯台に転用された。
20世紀に入ると、再び検疫所として利用された。1922年に病院が開設され、1968年に閉鎖された。少なくとも最後の時期は、老人病院（老人ホーム）として使われたようである。病院閉鎖後、島の空き地は農地として貸し出されたが、放棄された。
2014年、イタリア政府は国有財産であるこの島を、99年間貸与するためのオークションにかけると発表した（これは財政難のイタリア政府による国有財産の売却・貸与の試みの一環で、ほかにも修道院跡や城跡など合計5物件がリストアップされた）。政府は病院跡が高級ホテルとして改装されることを期待している。

## 建物と構造物

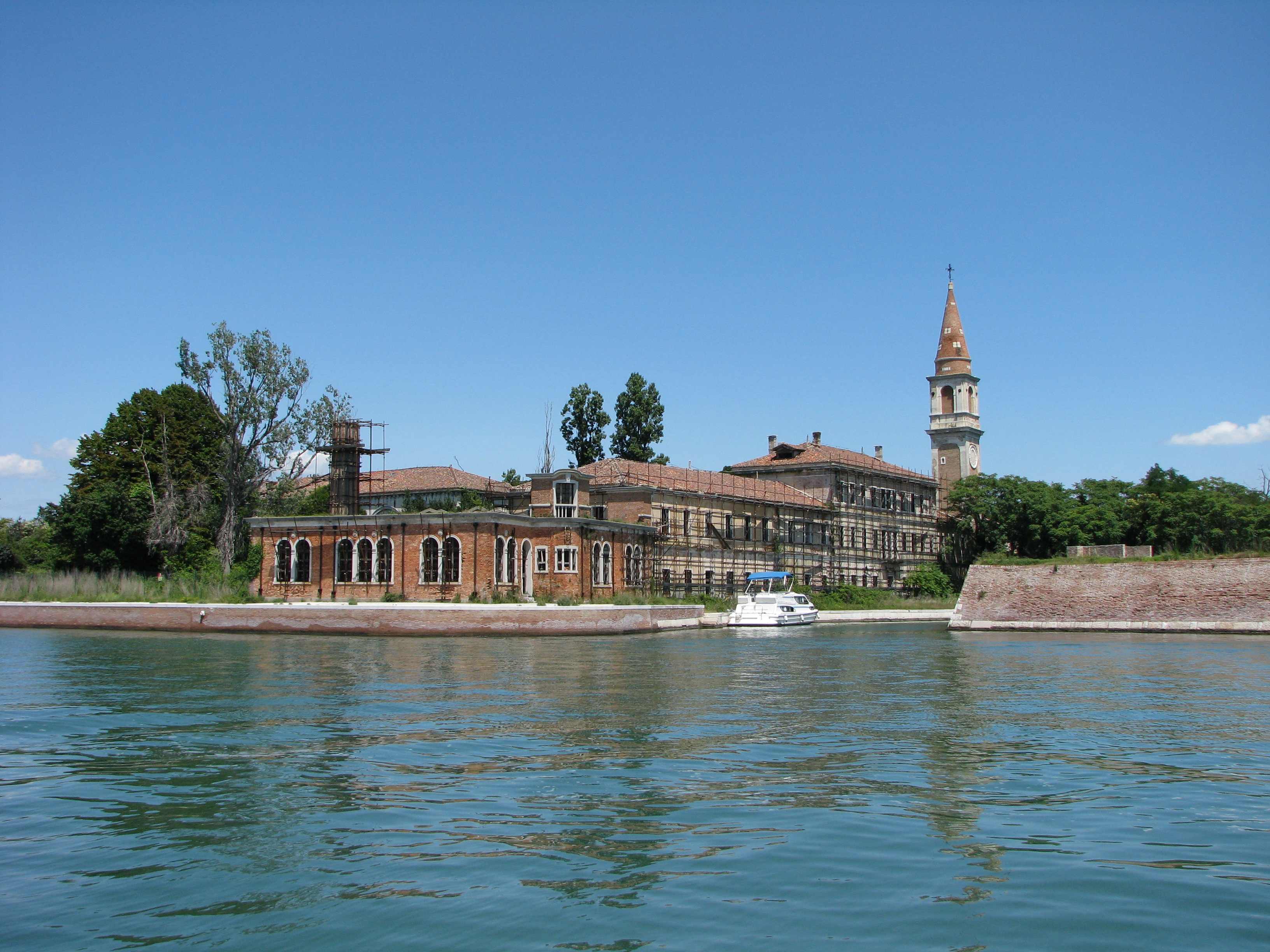
病院と鐘楼

島にある建物は、船庫 (Cavana) 、教会、病院、病棟、鐘楼、スタッフの居住施設および事務施設である。島で最も目立つ建物である鐘楼は12世紀にさかのぼるもので、1806年に取り壊されたサン・ヴィターレ教会に属するものであった。鐘楼は灯台として再利用された。
島は水路によって3つの部分に分けられており、建物が建つ真ん中の島と、木立や野原がある北の島は橋で結ばれている。砦がある南の島は、橋でつながっていない。砦は土盛りの外壁としてレンガを積んだものである。
また、島には少なくとも一つの、ペスト患者の墓地がある。

## 都市伝説
18世紀に島がペスト患者の隔離施設として用いられて以後、この島は伝染病患者を隔離する島となったが、このことから「死病に冒された末期患者たちが死ぬまで幽閉され、その亡霊が島をさまよっている」という伝説が生み出され、"World's most haunted island"（世界一幽霊が出る島）などといった異名で呼ばれるようになった。
1922年から1968年までこの島は病院として使われたが、「医師が精神病患者に対してロボトミー手術やさまざまな人体実験を行った」、「病院が閉鎖したのは、幽霊のために発狂した院長が鐘楼から身を投げたからだ」などの噂が語られている。幽霊や超常現象を扱うテレビ番組（米国の Ghost Adventures や Scariest Places on Earth など）でも好んで取り上げられている。島に入ったGhost Adventuresの司会者は「短い間幽霊に憑りつかれた」などと主張している。
2010年、映画監督で作家のランソム・リッグス がこの島を訪れ、フォトエッセーを発表した。廃墟となった建物には "Reparto Psichiatria"（精神科）の表示が見られる。しかしながら、島が刑務所として使われたことは確認できない。
その他、ニール・ゲイマンによる『サンドマン』シリーズのグラフィックノベル作品 The Sandman: Endless Nights の第一話 "Death and Venice"、ジョナサン・ホルトの「カルニヴィア 1 禁忌」など、多くの大衆作品で取り上げられている。